# La Grace
La Grace o Les Graces fue un juego inventado en Francia durante el primer trimestre del siglo XIX bajo el nombre original de Le Jeu des Grâces. 
En el juego deben participar dos personas como mínimo, equipadas con un par de varillas delgadas y largas (de unos 40 centímetros de longitud) cada uno y un aro de mimbre. El objetivo del juego es insertar las dos varillas en paralelo dentro del aro y dispararlo al aire al cruzarlas, mientras el otro jugador debe recogerlo con sus varillas antes de que el aro toque al suelo para poder devolvérselo otra vez, y así consecutivamente hasta que uno de los dos falle.